# Sterculia parviflora
Sterculia parviflora là một loài thực vật thuộc họ Sterculiaceae. Loài này có ở Ấn Độ, Indonesia, Malaysia, và Singapore.